# Массімо Станціоне
Массімо Станціоне  (італ. Massimo Stanzione; 1586–1656) — італійський художник доби бароко з міста Неаполь. Малював портрети, міфологічні та релігійні композиції. Неаполітанська школа.

## Життєпис
Відомостей про ранні роки життя та творчості Станціоне дуже мало. Народився поблизу Неаполя в Орта ді Ателла. За припущеннями, художнє навчання отримав в майстерні художника Фабріціо Сантафеде. Також вважають, що якийсь час навчався і працював в Римі, де потрапив під сильний вплив творів Караваджо та його послідовників. Збереглися свідоцтва, що Станціоне працював для монастирського шпиталю Санта Марія делла Скала в Римі у 1617 р. Керівники шпиталю опікувались паломниками, хворими та позашлюбними дітьми. Разом зі Станціоне замови благодійної установи виконували Карло Сарачені та Хонтхорст, також послідовники Караваджо.
Серед співпрацівників Станціоне — Артемізія Джентілескі, що теж була послідовницею художньої манери Караваджо.
Решту життя працював в місті Неаполь, де вважався суперником відомого художника віце-королів — Хосе де Рібера, іспанця за походженням.
Станціоне помер у 1656 році, ймовірно, від чуми.

## Вибрані твори

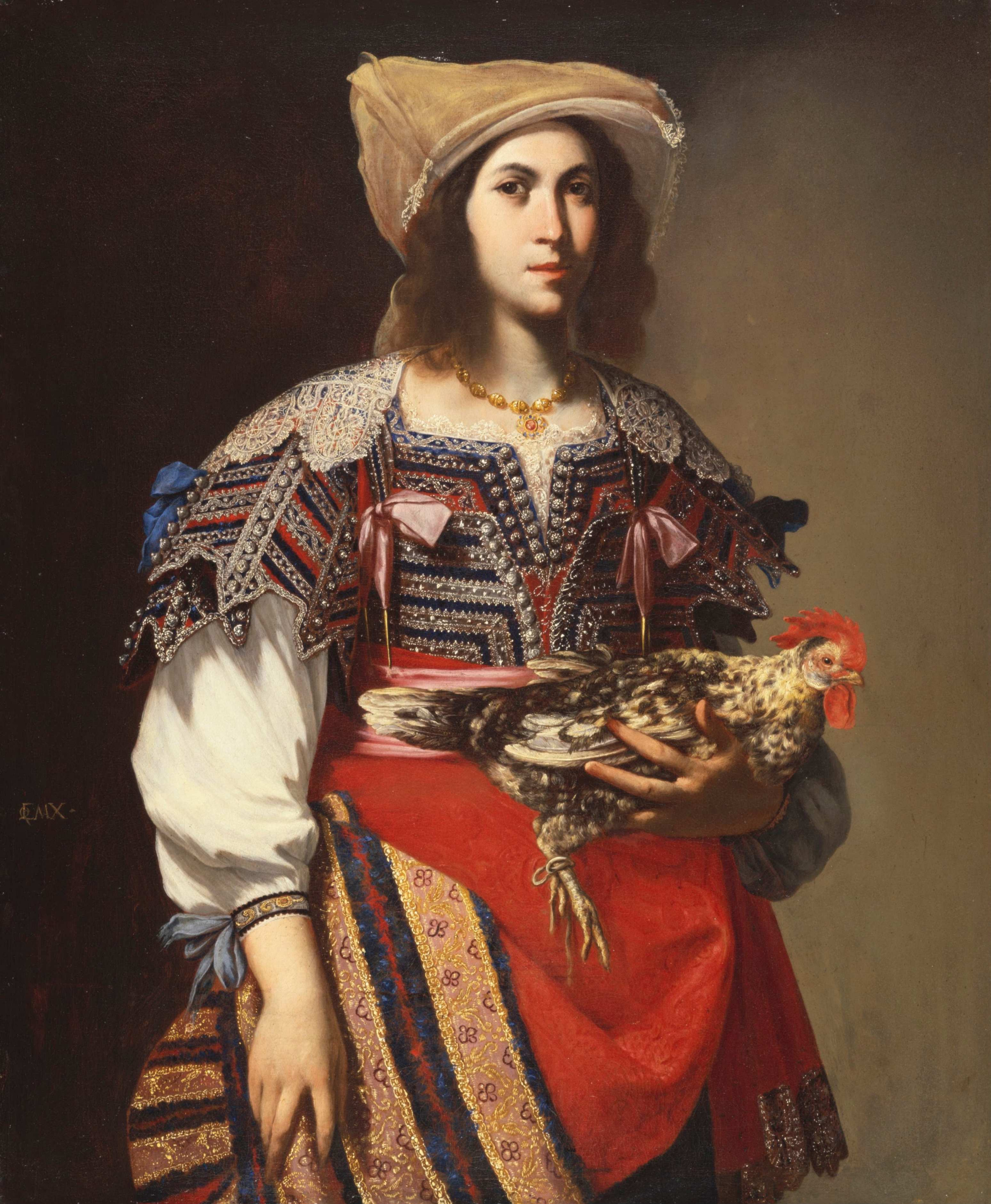
Дівчина в народному вбранні неаполітанок

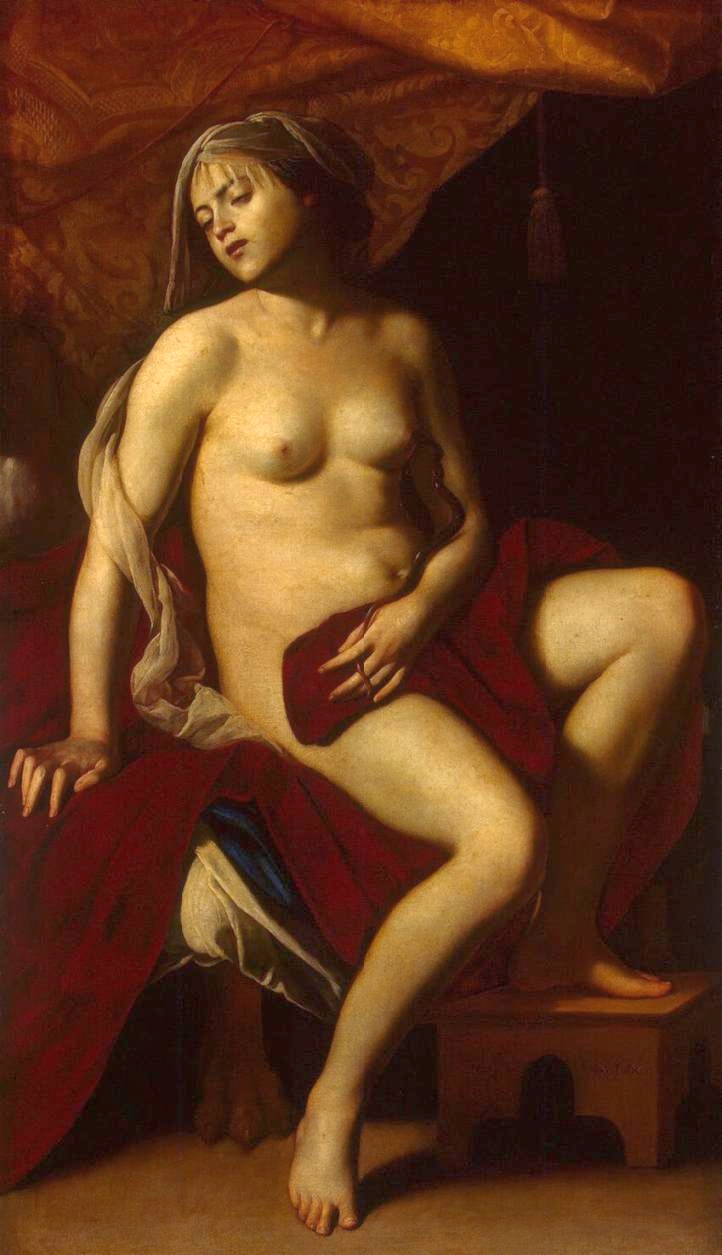
«Смерть Клеопатри»

- «Дівчина в народному вбранні неаполітанок»
- «Портрет Жерома Банкса»
- Зустріч Йоакима та Анни, Музей образотворчих мистецтв (Будапешт), Угорщина
- Мадонна з немовлям, Лувр, Париж
- Св. Агата у в'язниці, музей Каподімонте, Неаполь
- «Св. Агата», (погруддя), Музей образотворчих мистецтв імені Пушкіна, Москва
- «П'єта», Національна галерея старовинного мистецтва, Рим
- «Св. Агнеса», приватна збірка
- «Сусанна і старці», Омаха, Небраска, США
- «Народження Івана Хрестителя» для палацу Буен Ретіро, Іспанія
- Проповідь Івана Хрестителя, Прадо, Мадрид
- «Юдита з головою Олоферна», Метрополітен-музей
- «Давид з головою Голіафа», Сан Дієго, США
- «Смерть Клеопатри», Ермітаж, Санкт-Петербург
- «Відсіч голови Івана Хрестителя», Прадо, Мадрид
- Картини для монастиря Сан Мартино, Неаполь

### Галерея

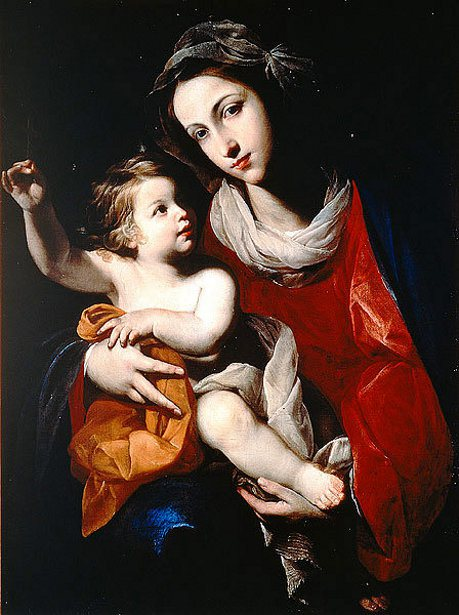
«Мадонна з немовлям», до 1650 р.
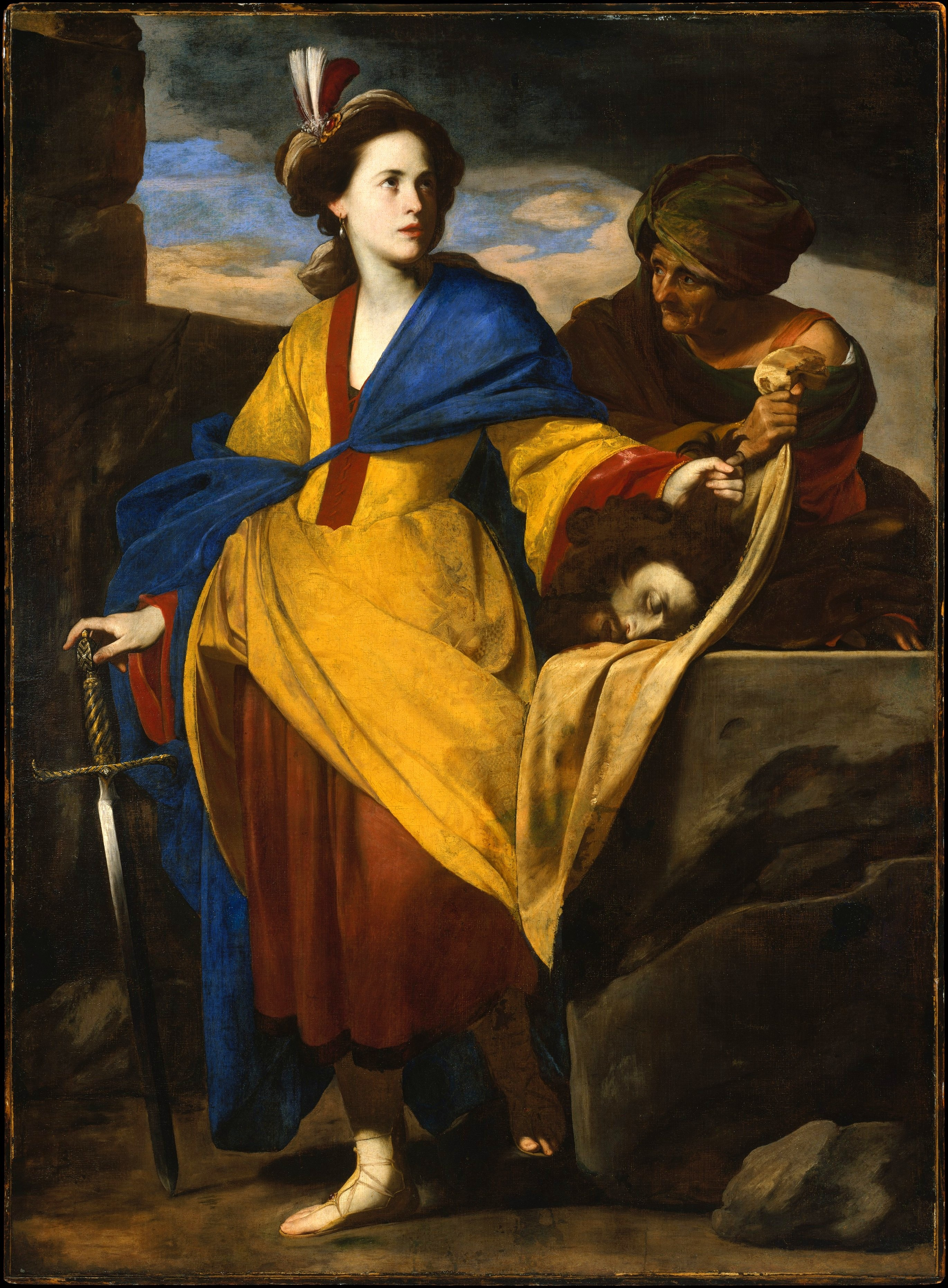
«Юдита з головою Олоферна»
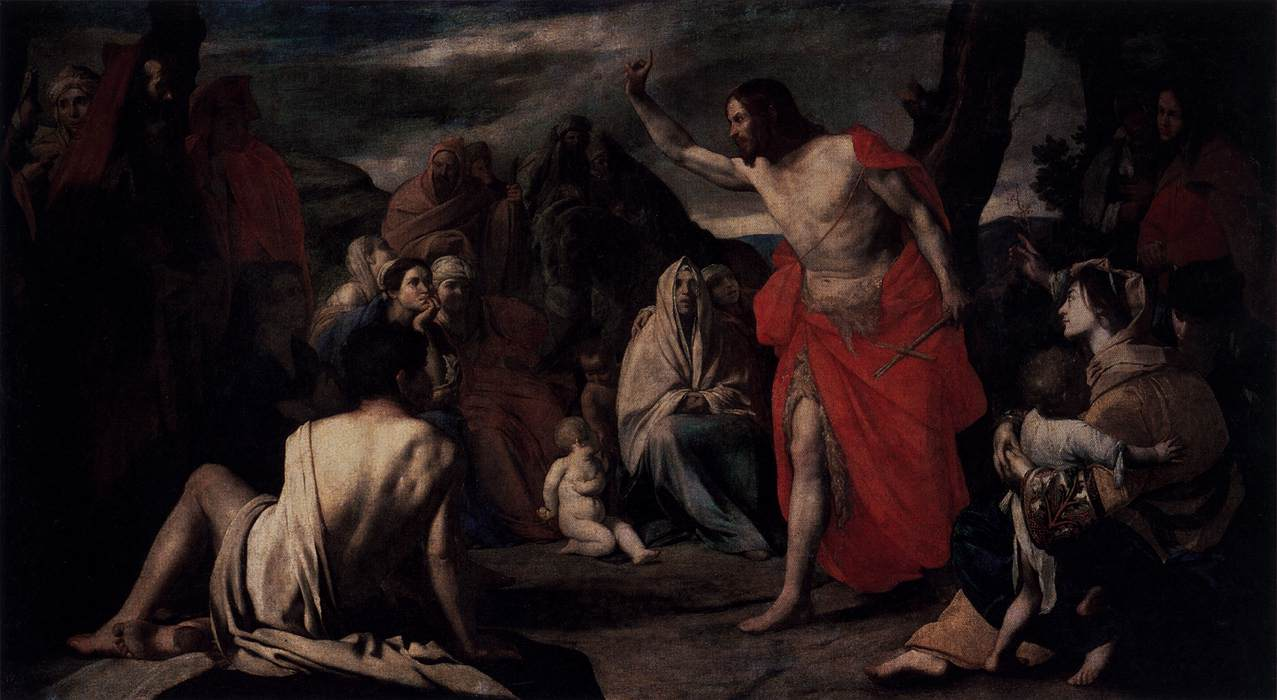
«Проповідь Івана Хрестителя», Національний музей Прадо, Мадрид
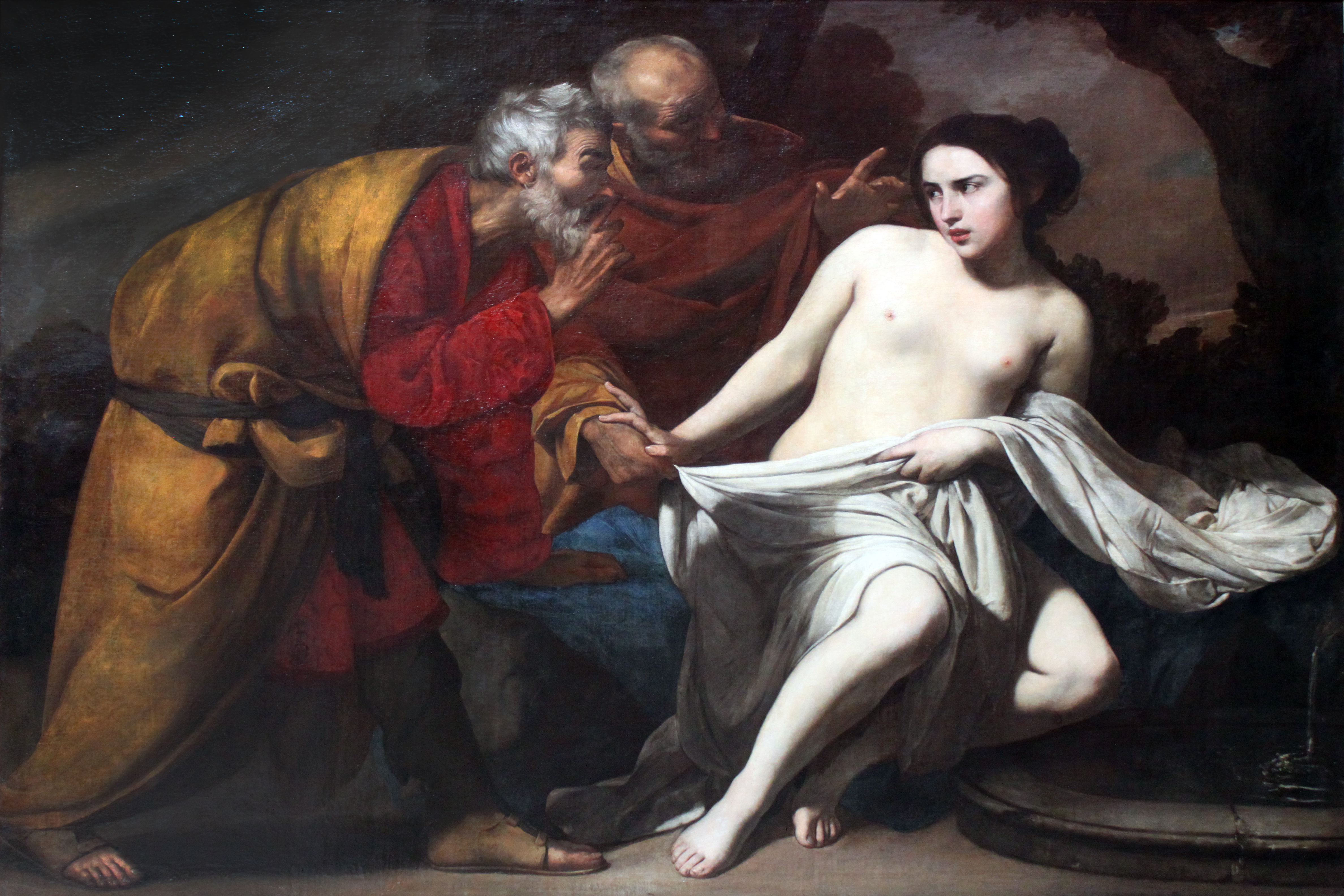
«Сусанна і старці», 1643 рік